# Astrid Villaume
Pour les articles homonymes, voir Villaume.
Astrid Villaume est une actrice danoise, née le 3 novembre 1923 à Aalestrup et morte le 12 février 1995 à Frederiksberg. Elle est surtout connue pour son rôle-titre dans le film Susanne de 1950 pour lequel elle a été récompensée d'un Bodil.

## Biographie
L'historien du cinéma danois Morten Piil a décrit son charme comme étant une combinaison de « figure maternelle chaleureuse, d'héroïne romantique et d'innocente fille de rêve érotique »[réf. nécessaire].

## Filmographie

### Actrice

#### Cinéma
- 1940 : Pas på Svinget i Solby : Ung pige ved bal
- 1942 : Tyrannens Fald : Frk. Anne Høegh / 'Søster'
- 1946 : Far betaler
- 1946 : Hans store aften : Ulla Bremer
- 1950 : Susanne : Susanne Drewes
- 1951 : 24 timer : Marianne Berger
- 1951 : Fra den gamle Købmandsgaard : Ida, købmand Kelbjergs datter
- 1952 : To minutter for sent : Beth
- 1952 : Vi arme syndere : Ulla Blom
- 1953 : Adam og Eva : Lise
- 1953 : Hejrenæs : Vibeke Thann
- 1954 : Arvingen : Lise Bruun
- 1955 : Der kom en dag : Eva Brink
- 1955 : På tro og love : Grete
- 1955 : Tre finder en kro : Ingrid
- 1956 : Flintesønnerne : Anna
- 1956 : Qivitoq : Eva Nygaard
- 1957 : Amor i telefonen : Ina Le Cæur
- 1958 : Mariannes bryllup : Kirsten Hald
- 1958 : Vagabonderne paa Bakkegaarden : Anna
- 1960 : Det skete på Møllegården : Anna Kjeldsen
- 1960 : Flemming og Kvik : Fru Holm
- 1961 : Flemming på kostskole : Fru Holm
- 1962 : Der brænder en ild : Martha Hovmann
- 1962 : Det stod i avisen : Grete Gregersen
- 1963 : A Day Without Lies : Betsy Jessen
- 1964 : Premiere i helvede : Ingrid
- 1966 : Der var engang en krig : The Mother
- 1966 : Venom : Hjørdis Steen / Mother
- 1967 : Brødrene på Uglegaarden : Dora
- 1969 : Along Came a Soldier : Baroness Regina King von Konig
- 1969 : De 5 og spionerne : Aunt Fanny
- 1970 : De 5 i fedtefadet : Tante Fanny
- 1975 : Bejleren - en jydsk røverhistorie : Nådigfruen
- 1980 : Verden er fuld af børn : Susanne's Mother
- 1982 : Den ubetænksomme elsker : Jacobs mor
- 1987 : Pelle le conquérant : Madame Kongstrup
- 1990 : Dance of the Polar Bears : Lasses mormor

#### Télévision
Séries télévisées
- 1966 : Ballerina : Helga Sorensen
- 1978 : Ludvigsbakke : Fru von Eichbaum
- 1995 : Fæhår og Harzen : Irma Karlsson-Kjær

Téléfilms
- 1962 : Det evige spørgsmål : Hermiane
- 1964 : Enhver : Tro
- 1965 : Matador : Rosemarie
- 1970 : De unge på 80 : Yveline
- 1970 : Premiere : Lis
- 1971 : Rundt om Selma : Selma
- 1971 : Søndagen og Benny : Gerda Møller
- 1973 : Særlige spor : Claire
- 1975 : Anne Sophie Hedvig : Anne Sophie Hedvig
- 1976 : Figaros bryllup : Marceline
- 1983 : For menneskelivets skyld : 2. kvinde

### Parolière

#### Cinéma
- 1960 : Det skete på Møllegården